# 濱里耕平
濱里 耕平（はまざと こうへい、1988年5月25日 - ）は、ジャパンラグビーリーグワン宗像サニックスブルースに所属するラグビー選手。

## プロフィール
- 沖縄県出身[1]。
- ポジションはスクラムハーフ(SH)、ウィング(WTB)。
- 身長 174 cm、体重 81 kg
- ニックネームはコウヘイ。
- 兄の周作と祐介もラグビー選手[2]。

## 略歴
名護高校、やんばるクラブを経て、2010年、福岡サニックスブルース（現・宗像サニックスブルース）に加入。なお名護高校時代、高校日本代表候補に選ばれたことがある。また同年9月4日に行われたジャパンラグビートップリーグ第1節のコカ･コーラウエストレッドスパークス戦にて途中出場で公式戦初出場を果たす。